# Посланник смерти
Посланник смерти — в средневековой Европе и Северной Америке человек, которого отправляли для сообщения новости, что житель данного города или села умер. «Посланники смерти» носили чёрную одежду и ходили из дома в дом с сообщением: «Вас просят присутствовать на похоронах умершего(ей) __________ в (время, дата, и место)». Это было всё, что им было разрешено говорить, и после сообщения новости хозяевам дома они должны были сразу же идти к следующему дому. Эта традиция сохранялась в некоторых областях до середины XIX века.